# Victoria University’s Antarctic Expeditions
Die Victoria University’s Antarctic Expeditions, auch bekannt als Victoria University of Wellington Antarctic Expeditions (VUWAE), sind eine im Jahr 1957 begonnene Expeditionsreihe der Victoria University of Wellington nach Antarktika mit jährlich in den antarktischen Sommermonaten durchgeführten Einzelkampagnen. Ziel dieser Expeditionsreihe sind hauptsächlich geologische, aber auch anderweitig naturwissenschaftliche Erkundungen sowie Kartierungen im Gebiet der Ross Dependency.
Im Zuge dieser Arbeiten wurden zahlreiche geografische Objekte benannt. Bei der VUWAE 1958–1959 entstand die erste geologische Karte des Victoria Valley. Als Hauptquartier dient den Wissenschaftlern die Scott Base auf der Ross-Insel.